# Радом (приток Чемашъюгана)
Радом — река в России, протекает по Ханты-Мансийскому АО. Устье реки находится в 33 км по левому берегу реки Чемашъюган. Длина реки составляет 74 км, площадь водосборного бассейна 465 км².

## Данные водного реестра
По данным государственного водного реестра России относится к Нижнеобскому бассейновому округу, водохозяйственный участок реки — Обь от впадения Иртыша до впадения реки Северная Сосьва, речной подбассейн реки — бассейны притока Оби от Иртыша до впадения Северной Сосьвы. Речной бассейн реки — (Нижняя) Обь от впадения Иртыша.
Код объекта в государственном водном реестре — 15020100112115300019993.